# Dialeurolonga aphloiae
Dialeurolonga aphloiae là một loài côn trùng cánh nửa trong họ Aleyrodidae, phân họ Aleyrodinae.
Dialeurolonga aphloiae được Takahashi miêu tả khoa học đầu tiên năm 1955.